# مارك غاردينر
مارك غاردينر (بالإنجليزية: Mark Gardiner)‏ (25 ديسمبر 1966 في المملكة المتحدة - ) هو مدرب كرة قدم ولاعب كرة قدم بريطاني في مركز الوسط. لعب مع سويندون تاون وماكليسفيلد تاون ونادي توركي يونايتد ونادي فريدريكستاد ونادي كرو ألكساندرا ونادي تشستر سيتي وNantwich Town F.C. ‏ وليك تاون ‏ ونورثويتش فيكتوريا.

## وصلات خارجية
- مارك غاردينر على موقع قاعدة بيانات كرة القدم.إي يو (الإنجليزية)
- مارك غاردينر على موقع Soccerbase.com (لاعب) (الإنجليزية)